# Desbarats Strait
Die Desbarats Strait ist eine Meerenge im zu Nunavut (Kanada) gehörenden Teil der Königin-Elisabeth-Inseln, die die Findlay-Gruppe (im Norden) und Cameron Island (im Süden) trennt. Sie verbindet den Byam Martin Channel im Westen mit dem von Cameron Island, der Findlay-Gruppe, King Christian, Ellef Ringnes, Amund Ringnes, Cornwall, Devon, Bathurst und Helena Island umgebenen Meeresteil im Osten. Die Meerenge ist 35 Kilometer lang und 50 Kilometer breit.